# Hiver 1941-1942 en Europe
 (octobre 2013).
Si vous disposez d'ouvrages ou d'articles de référence ou si vous connaissez des sites web de qualité traitant du thème abordé ici, merci de compléter l'article en donnant les références utiles à sa vérifiabilité et en les liant à la section « Notes et références ».
L'hiver 1941-1942 fut très rigoureux en Europe. Il s'agit d'ailleurs du deuxième hiver le plus froid après 1963, les températures ont surtout été très basses pendant janvier et février.

## Chronologie des évènements

### En France
C'est à partir du 28 décembre que de fortes gelées ont commencé, elles ont pratiquement été permanentes jusqu'en mars; pendant le mois de janvier de fréquentes chutes de neige furent observées, c'est pendant ce mois ci que l'on releva les températures les plus basses avec -35 °C à Gelles dans le Puy-de-Dôme il s'agit d'ailleurs de la température la plus froide observée dans la région Auvergne, -23 °C au Puy en Velay, -22 °C à Clermont-Ferrand, -21 °C à Lyon, -14 °C à Paris et même jusqu'à -11 °C à Montpellier.
Pour la ville de Paris il n'a pas dégelé du 30 janvier au 3 mars soit pendant 33 jours, sur la plupart des régions, les sols ont été recouverts de neige pendant près de 2 semaines, ces abondantes chutes de neige ayant pour conséquence de déclencher des avalanches dans les Alpes; en 3 jours de neige une accumulation totale de 42 cm de neige fut relevée à Strasbourg.
En février 1942 le froid fut moins intense mais persista jusqu'à la fin du mois de février, on releva quand même de très fortes gelées -15 °C à Vichy, à Paris il gela pratiquement tous les jours avec un sol recouvert de neige pendant 2 semaines, il s'agit du mois de février le plus froid depuis celui de 1895.
Du 22 au 24 février, la moitié nord de la France fut affectée par une tempête de glace, notamment Paris.

### En Scandinavie et Russie
La Scandinavie fut affectée par des températures polaires et des tempêtes de neige surtout en janvier, c'est en Russie qu'on releva la température la plus basse de cet hiver avec -46,8 °C à Kazan.